# Симфонія № 2 (Прокоф'єв)
Симфонія № 2, ре мінор, тв. 40  — симфонія Сергія Прокоф'єва, написана в 1924–1925 роках. Вперше виконана у Парижі 6 червня 1925 року.
Ця симфонія має досить нетрадиційну двочастинну структуру, подібну до структури фортепіанної Сонати № 32 Л. Бетховена, що складається зі швидкої першої, та циклу варіацій у другій частині:
- Allegro ben articolato (12 хвилин)
- Theme and Variations (25 хвилин)
  - Тема: Andante
  - Варіація № 1: L'istesso tempo
  - Варіація № 2: Allegro non troppo
  - Варіація № 3: Allegro
  - Варіація № 4: Larghetto
  - Варіація № 5: Allegro con brio
  - Варіація № 6: Allegro moderato
  - Тема

Сам Прокоф'єв характеризував цю симфонію, як ковану із «заліза і сталі». Після прем'єри, однак, автор заявив, що ні він, ані слухачі не зрозуміли цього твору, а пізніше зізнавався, що вперше після прем'єри цього твору відчув сумніви у своїх композиторських здібностях. Пізніше автор планував переробити цю симфонію у тричастинний цикл, однак так і не реалізував свій намір.
Написана симфонія для великого симфонічного оркестру з потрійним складом духових.